# Arrigo Olivetti
Arrigo Olivetti (Biella, 22 novembre 1889 – Ivrea, 1977) è stato un dirigente d'azienda e politico italiano.

## Biografia
Era cognato e cugino di primo grado di Adriano Olivetti, seppur appartenente a un altro ramo della famiglia Olivetti.
Negli anni '50 divenne amministratore delegato della Olivetti. Durante la sua direzione, fu molto critico nei confronti della gestione di Adriano, che era molto orientata al welfare aziendale e al benessere dei lavoratori, e del suo Movimento Comunità. Ciononostante, Adriano riuscirà a ricompattare la famiglia attorno alle sue idee e a superare i suoi critici guidati da Arrigo stesso.

### Attività politica: gliAmici del Mondo
Di idee liberali, durante il VII Congresso del PLI del dicembre 1955, gli “Amici del Mondo” - collaboratori della rivista liberale Il Mondo di cui faceva parte e di cui divenne anche il 'capo' - decidono di fondare il Partito Radicale. Nel 1959 diventa il principale proprietario de Il Mondo, oltre ad essere eletto segretario del Partito Radicale insieme a Francesco Libonati e a Leopoldo Piccardi, ma il "caso Piccardi" scoppiato nel 1961 li farà dimettere l'anno dopo.
Fu fondatore nel 1968 e primo presidente del Centro Pannunzio di Torino insieme a Pier Franco Quaglieni   e a Mario Soldati.